# Avenged Sevenfold (album)
Avenged Sevenfold (hay còn gọi là Album trắng) là album phòng thu thứ tư của ban nhạc heavy metal người Mỹ Avenged Sevenfold, được phát hành vào ngày 30 tháng 10 năm 2007 thông qua Warner Bros. và Hopeless Records. Với công đoạn thu âm diễn ra vào giữa năm 2007, đây là album đầu tiên do chính ban nhạc độc lập sản xuất. Đây cũng là album cuối có sự tham gia của The Rev biểu diễn trên dàn trống trước khi anh mất trong lúc họ đang sản xuất album kế tiếp là Nightmare (2010). Dù lịch phát hành dự kiến là 16 tháng 10, album đã bị lùi lịch hai tuần để có thêm thời hoàn thiện các chất liệu bổ sung và khâu sản xuất của đĩa nhạc.
Bất chấp nhận được đánh giá trái chiều từ giới phê bình so với các sản phẩm trước, Avenged Sevenfold đã gặt hái thành công về mặt thương mại khi ra mắt ở vị trí số bốn trên Billboard 200 và trở thành album nổi tiếng được lòng người hâm mộ. Ngoài ra, nhạc phẩm thắng giải Kerrang! cho album xuất sắc nhất năm 2008 và sau được đưa vào "666 album bạn phải nghe trước khi chết" của Kerrang!. Tính đến năm 2014, album đã bán ra hơn 960.161 bản ở Hoa Kỳ và 152.123 ở Liên hiệp Anh; album cũng được chứng nhận đĩa bạch kim của Hiệp hội Công nghiệp Ghi âm Hoa Kỳ (RIAA) và đĩa vàng của Hiệp hội Công nghiệp Ghi âm Liên hiệp Anh (BPI). Ban nhạc đã vận động quảng bá album bằng một tour khởi động một ngày trước khi phát hành album và kết thúc vào tháng 8 năm 2009.

## Hoàn cảnh ra đời
Avenged Sevenfold tiết lộ danh sách ca khúc cho album trên hồ sơ YouTube của họ vào ngày 9 tháng 8 năm 2007 cũng ứng dụng nhắn tin A7X Mobile. Ban nhạc còn đăng một teaser cho blog trên YouTube có thu hình giọng ca M. Shadows hét (screaming) trong phòng thu. Công đoạn thu âm album được tiến hành vào giữa năm 2007.
"Critical Acclaim" là đĩa đơn đầu tiên của album. Một đoạn teaser dài 2 phút 15 giây được đăng trên MySpace của ban nhạc để gây chú ý của người hâm mộ cho đến ngày phát hành trên iTunes, song vào ngày 20 tháng 8 năm 2007, Avenged Sevenfold đăng tải toàn bộ ca khúc trên MySpace. Toàn bộ bài hát được phát hành trên iTunes vào ngày 28 tháng 8 năm 2007.
Đến ngày 9 tháng 9 năm 2007, những tin tức về việc hoàn thiện video âm nhạc (MV) cho ca khúc "Almost Easy" đã bị rò rỉ. MV do P.R. Brown làm đạo diễn, ông nổi bật nhờ những lần hợp tác với Mötley Crüe, Marilyn Manson và một số nghệ sĩ khác. Ngày 12 tháng 9 năm 2007, ngày phát hành đĩa đơn "Almost Easy" được thông báo, và sáu hôm sau bài được phát hành vào ngày 18 tháng 9 trên các nền tảng nhạc số.
Tháng 10 là một tháng bận rộn cho album sắp tới. Ngày 3 tháng 10, Kerrang! đăng bài viết ghi lại buổi phỏng vấn với M. Shadows và Synyster Gates về album mới. Ngày hôm đó cũng chứng kiến tiết mục diễn trực tiếp bài "Almost Easy" tại Warped Tour 2007. Ban đầu ban nhạc định phát hành thước phim nếu lượng người xem MV chính thức của bài đạt con số 150.000 lượt trên YouTube. Tuy mục tiêu chỉ đạt được con số 120.000 lượt xem, ban nhạc vẫn phát hành thước phim. Một video ghi trực tiếp có sự góp mặt của bài thứ ba "Scream" trình bày tại Liverpool, Anh được đăng tải lên YouTube vào ngày 11 tháng 10. Có thể nghe thấy ca khúc trong quảng cáo cho lễ trao giải Scream Awards trên Spike TV.  M. Shadows đã hát: "You know I make you wanna scream," trích một đoạn từ điệp khúc. "Scream" được trình bày trực tiếp tại lễ trao giải Scream Awards của Spike TV vào ngày 23 tháng 10 năm 2007. Ngoài ra, LoveLine phát lần đầu các bài "Afterlife" và "Almost Easy" trên sóng phát thanh, với sự xuất hiện khách mời của M. Shadows và The Rev. Ba hôm sau, the Keyclub tiết lộ MV hoạt hình cho bài "A Little Piece of Heaven".
Ngày 30 tháng 10 năm 2007, Avenged Sevenfold được phát hành trên các tiệm bán đĩa toàn thế giới.
Ngày 31 tháng 10 năm 2008, Avenged Sevenfold đăng phát biểu rằng người hâm mộ của ban có quyền làm MV của riêng họ cho bài "Scream". MV phải được gửi lên YouTube trước ngày 30 tháng 11 năm 2008. Quán quân và năm á quân của cuộc thi được công bố vào ngày 15 tháng 12 năm 2008. Quán quân nhận được một chiếc máy tính MacBook Air mới kèm với các băng video, nhạc và vật phẩm khác từ Avenged Sevenfold. Video ghi người thắng cuộc cũng được đăng lên trang web, trang MySpace, tài khoản YouTube và tài khoản Facebook của Avenged Sevenfold. Năm á quân của cuộc thi nhận được một bản sao đĩa DVD và CD Live in the LBC & Diamonds in the Rough, có chữ ký tặng của các thành viên trong ban nhạc; ngoài ra, một gói vật phẩm cũng được trao tặng cho những á quân này.

## Bài hát
"Critical Acclaim" là ca khúc đầu tiên được sáng tác cho album, vừa được phát hành làm đĩa đơn chủ đạo. Bài hát nói về người dân ở Hoa Kỳ chê bai lẫn nhau, song chẳng làm gì thay đổi cả. Bài hát cũng chứa ca từ về những người không trân trọng những hi sinh của người lính vì họ. Ca khúc vấp phải phản hồi tiêu cực do tính chất chính trị trong ca từ của bài, tuy nhiên tay bass Johnny Christ giải thích bài hát có "tính nhân văn hơn" và không có ý phê phán một nhóm người nào cả.
"Almost Easy" được chọn là đĩa đơn thứ hai phát hành từ album. Ca khúc do tay trống The Rev sáng tác. Ban đầu bài hát dự kiến xuất hiện trong phim Robot đại chiến (2007), song không kịp hoàn thành đúng hạn. Sau đó bài được đưa vào phần phim hậu truyện Bại binh phục hận. Ca khúc giành được chứng nhận bạch kim của RIAA. USC Trojans Marching Band đã trình bày ca khúc "Almost Easy" tại chương trình giải lao Rose Bowl vào ngày 1 tháng 1 năm 2009.
"Scream" là ca khúc thứ ba trong đĩa nhạc, và được chọn là đĩa đơn thứ năm lẫn đĩa đơn cuối phát hành từ album vào tháng 10 năm 2008. Ca khúc mở đầu bằng một đoạn scream của Valary Sanders - vợ của ca sĩ M. Shadows (và chị dâu của Synyster Gates).
"Afterlife" nói về một người đàn ông đột tử và thấy mình đang ở trên thiên đàng. Tuy tận hưởng sự bình yên, anh quyết định mình cần phải chạy trốn, vì anh chưa sẵn sàng để chết. Ca khúc không đạt thành tích xếp hạng tốt như "Almost Easy", và chưa nhận được chứng chỉ bạch kim của RIAA, song bài hát đã vượt mặt các bài khác trong album về lượt stream nhạc số.
"Gunslinger" kể về một người lính mất gia đình lẫn quê nhà trong chiến tranh. Ca khúc chuyển từ một bản ballad nhạc đồng quê sang bài hát hard rock thường thấy hơn.
"Unbound (The Wild Ride)" là bài thứ sáu trong album. Ca khúc có một đoạn hợp xướng của thiếu nhi ở phần outro. Đây là bài hát của Avenged Sevenfold mà ca sĩ  M. Shadows ít cảm tình nhất.
"Dear God" là đĩa đơn thứ tư và khác biệt đáng kể so với phong cách heavy metal thường thấy ở ban nhạc, mà đi theo hướng nhạc đồng quê. Johnny Christ cho biết cảm hứng của ca khúc đến từ tình bạn của ban với nghệ sĩ nhạc đồng quê Big & Rich. Ảnh hưởng của họ có thể thấy ở phần hát nền của Shanna Crooks (thành viên của MuzikMafia).

## Phong cách nhạc
Album thể hiện bước tiến xa hơn, tách biệt khỏi chất liệu metalcore ở các tác phẩm đầu của ban nhạc, và tiệm cận với heavy metal truyền thống, trái ngược tiết tấu nhanh hơn của City of Evil. Album cũng khai phá các thể loại khác gồm hard rock, symphonic rock, nhạc đồng quê và nhạc thể nghiệm. Ban nhạc cũng đưa nhạc cụ đồng và nhạc cụ dây vào "A Little Piece of Heaven" (một ca khúc theo thể loại avant-garde metal), trong bài đàn dây kèn thay thế các phần lead và rhythm guitar của ban nhạc. Album cũng chứng kiến The Rev đảm nhiệm vai trò đồng hát chính trong các bài "Critical Acclaim", "Scream", "Afterlife", "Lost", và "A Little Piece of Heaven". Anh cũng thể hiện phần hát bè trong các bài "Almost Easy" và "Brompton Cocktail", cũng như bài tặng kèm "Crossroads" (sau được đưa vào Diamonds in the Rough - đĩa tuyển tập gồm các bài không được chọn vào album này).

## Đón nhận
| Đánh giá chuyên môn  | Đánh giá chuyên môn |
| Điểm trung bình      | Điểm trung bình     |
| Nguồn                | Đánh giá            |
| -------------------- | ------------------- |
| Metacritic           | 56/100              |
| Nguồn đánh giá       |                     |
| Nguồn                | Đánh giá            |
| AllMusic             | [ 22 ]              |
| The A.V. Club        | B                   |
| Blender              |                     |
| Entertainment Weekly | B                   |
| IGN                  | 7,9/10              |
| Rolling Stone        | [ 26 ]              |
| Sputnikmusic         | 1,0/5               |

Sau khi ra mắt, Avenged Sevenfold đã nhận những đánh giá trái chiều. Metacritic tổng hợp được điểm số trung bình của album là 56/100 dựa theo 13 bài đánh giá trên website.
Jason Lymangrover của AllMusic chấm album điểm 3/5 sao và viết: "Mặc dù tinh thần sẵn sàng thử nghiệm của họ thật đáng ngưỡng mộ, và sự thật là họ có phần đi quá đà với các phần hát đè (overdub), sự thừa mứa những chi tiết gọt dũa bóng bẩy trong phòng thu làm ta tự hỏi liệu đó là lý do mà lần này các bài hát không còn dữ dội nữa". Một bài đánh giá tích cực hơn của Andrew Earles từ The A.V. Club viết: " Bài 'Scream' bắt tay gợi dáng dấp của Stone Temple Pilots là đủ để đưa ban nhạc trở lại bảng xếp hạng, nhưng điều ấy có thể [và sẽ] diễn ra với hơn nửa album này...". Anh chấm album điểm B.
Tuy nhiên album cũng khó tránh khỏi những phản hồi tiêu cực hơn. Một bài đánh giá rất tiêu cực từ Dave de Sylvia của Sputnikmusic tóm lược: "Avenged Sevenfold giống như Hardcore Superstar bản nghèo khổ vậy" và chấm album điểm 1/5.  Andrew Blackie của PopMatters chấm album điểm 2/10 và chê tác phẩm là "Không nguyên bản, quá dài khi chỉ có danh sách mười ca khúc và đầy thứ vô vị..." Anh thậm chí còn nói thêm: "...thậm chí đĩa nhạc còn được phát hành một ngày trước Halloween, liệu nó có thể tẻ nhạt hơn nữa không?"
Tuy vấp phải phản ứng trái chiều, album đã thắng giải Kerrang! cho album của năm 2008. Trong cuộc bầu chọn của người hâm mộ do Revolver tiến hành, album được xem là nhạc phẩm hay nhất trong số các đĩa nhạc của Avenged Sevenfold. Năm 2011, album được đưa vào "666 album bạn phải nghe trước khi chết" của Kerrang!.

## Danh sách ca khúc
Tất cả các bài hát đều được ghi công cho Avenged Sevenfold. Danh sách các nhạc sĩ cụ thể được liệt kê bên dưới.
| Bản chuẩn        | Bản chuẩn                  | Bản chuẩn                                                                    | Bản chuẩn  |
| STT              | Nhan đề                    | Sáng tác                                                                     | Thời lượng |
| ---------------- | -------------------------- | ---------------------------------------------------------------------------- | ---------- |
| 1.               | "Critical Acclaim"         | Matthew Sanders James Sullivan Zachary Baker Brian Haner Jr. Jonathan Seward | 5:16       |
| 2.               | "Almost Easy"              | Sullivan                                                                     | 3:55       |
| 3.               | "Scream"                   | Sanders Haner Baker Sullivan                                                 | 4:49       |
| 4.               | "Afterlife"                | Sullivan                                                                     | 5:53       |
| 5.               | "Gunslinger"               | Sanders Haner                                                                | 4:12       |
| 6.               | "Unbound (The Wild Ride)"  | Sanders Haner Baker                                                          | 5:12       |
| 7.               | "Brompton Cocktail"        | Sullivan Sanders                                                             | 4:13       |
| 8.               | "Lost"                     | Haner Sanders                                                                | 5:02       |
| 9.               | "A Little Piece of Heaven" | Sullivan                                                                     | 8:01       |
| 10.              | "Dear God"                 | Sanders Haner Seward                                                         | 6:34       |
| Tổng thời lượng: | Tổng thời lượng:           | Tổng thời lượng:                                                             | 53:07      |

| Bài tặng kèm bản Nhật | Bài tặng kèm bản Nhật                      | Bài tặng kèm bản Nhật | Bài tặng kèm bản Nhật |
| STT                   | Nhan đề                                    | Sáng tác              | Thời lượng            |
| --------------------- | ------------------------------------------ | --------------------- | --------------------- |
| 11.                   | "Almost Easy" (Live from Warped Tour 2007) | Sullivan              | 4:23                  |
| Tổng thời lượng:      | Tổng thời lượng:                           | Tổng thời lượng:      | 57:21                 |

| Bài tặng kèm bản iTunes | Bài tặng kèm bản iTunes                      | Bài tặng kèm bản iTunes | Bài tặng kèm bản iTunes |
| STT                     | Nhan đề                                      | Sáng tác                | Thời lượng              |
| ----------------------- | -------------------------------------------- | ----------------------- | ----------------------- |
| 11.                     | "Almost Easy" (Jam-along Version)            | Sullivan                | 3:55                    |
| 12.                     | "Bat Country" (Live at Hammerstein Ballroom) | Sanders Haner Sullivan  | 6:04                    |
| 13.                     | "Crossroads" (B-side; MVI exclusive)         |                         | 4:30                    |
| Tổng thời lượng:        | Tổng thời lượng:                             | Tổng thời lượng:        | 67:28                   |

## Xếp hạng
| Xếp hạng (2007)                          | Vị trí cao nhất |
| ---------------------------------------- | --------------- |
| Album Úc (ARIA)                          | 37              |
| Album Canada (Billboard)                 | 6               |
| Album Ireland (IRMA)                     | 41              |
| Japanese Albums (Oricon)                 | 12              |
| Album Scotland (OCC)                     | 28              |
| Album Anh Quốc (OCC)                     | 24              |
| Album Hoa Kỳ Billboard 200               | 4               |
| Album Hoa Kỳ Top Alternative (Billboard) | 1               |
| Album Hoa Kỳ Top Hard Rock (Billboard)   | 1               |
| Album Hoa Kỳ Top Rock (Billboard)        | 1               |

| Xếp hạng (2008)  | Vị trí |
| ---------------- | ------ |
| US Billboard 200 | 117    |

### Đĩa đơn
| Năm  | Tựa                | Vị trí xếp hạng | Vị trí xếp hạng    | Vị trí xếp hạng | Vị trí xếp hạng | Vị trí xếp hạng |
| Năm  | Tựa                | US              | US Mainstream Rock | US Modern Rock  | UK              | UK Rock         |
| ---- | ------------------ | --------------- | ------------------ | --------------- | --------------- | --------------- |
| 2007 | "Critical Acclaim" | —               | —                  | —               | —               | —               |
| 2007 | "Almost Easy"      | 106             | 3                  | 6               | 67              | 1               |
| 2008 | "Afterlife"        | —               | 11                 | 20              | 197             | 1               |
| 2008 | "Dear God"         | —               | —                  | —               | —               | 3               |
| 2008 | "Scream"           | —               | 9                  | 26              | —               | —               |

## Chứng nhận
| Quốc gia                                                                                              | Chứng nhận | Số đơn vị/doanh số chứng nhận |
| --- | ---------- | ----------------------------- |
| Anh Quốc (BPI)                                                                                        | Vàng       | 100.000^                      |
| Hoa Kỳ (RIAA)                                                                                         | Bạch kim   | 1.000.000‡                    |
| ^ Chứng nhận dựa theo doanh số nhập hàng. ‡ Chứng nhận dựa theo doanh số tiêu thụ và phát trực tuyến. |            |                               |